# Eddie Yost
Edward Frederick Joseph Yost (Brooklyn, Nueva York, 13 de octubre de 1926 - Weston, Massachusetts, 16 de octubre de 2012) fue un jugador estadounidense de béisbol profesional y entrenador. Jugó la mayor parte de su carrera en las Grandes Ligas como tercera base de los Washington Senators, antes de terminar su carrera con los Detroit Tigers y Los Angeles Angels. Yost era bateador y lanzador derecho. Fue apodado el "Walking Man" por las numerosas bases por bolas que recorrió. Yost fue considerado uno de los mejores en tercera base de su época.
Falleció el 16 de octubre de 2012 a la edad de 86 años.